# Älvkarleby (Gemeinde)
Koordinaten: 60° 34′ N, 17° 27′ O

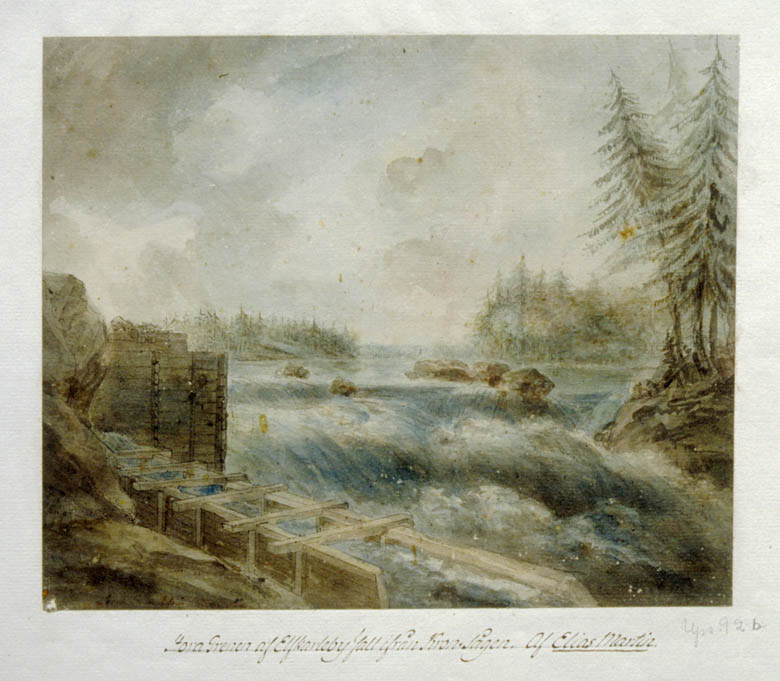
Der Wasserfall Älvkarlebyfallen um 1790

Älvkarleby ist eine Gemeinde (schwedisch kommun) in der schwedischen Provinz Uppsala län und der historischen Provinz Uppland. Der Hauptort der Gemeinde ist Skutskär.

## Geographie
Durch die Gemeinde fließt der Fluss Dalälven, der schließlich im Hauptort Skutskär in den Bottnischen Meerbusen (Ostsee) mündet.

## Geschichte
Bedingt durch die postglaziale Landhebung hat sich das Gebiet der Gemeinde nach der letzten Eiszeit langsam aus dem Wasser erhoben. Aus der Zeit um 1000 v. Chr. datieren auch die ältesten Zeugnisse von Siedlungen. Traditionell ist das Leben der Menschen vom Fischfang geprägt gewesen.
In der jüngeren Eisenzeit (6. bis 7. Jahrhundert) begann die Bevölkerung zu wachsen.
Die Gemeinde ist eine der wenigen, deren Fläche nicht von den beiden Gebietsreformen im 20. Jahrhundert betroffen war. Sie umfasst somit weiterhin die Fläche, die bei der Einrichtung der Gemeinde zum 1. Januar 1863 dem damaligen Kirchspiel (socken) entsprach.
Im Gedenken an den Autor Stig Dagerman wird jedes Jahr der mit 50.000 SEK dotierte Stig-Dagerman-Preis auf Laxön in Älvkarleby verliehen.

## Wirtschaft
Die größten Arbeitgeber sind die Gemeinde selbst und die Papierproduktionsfirma Stora Enso; beide haben ihren kommunalen Hauptsitz in Skutskär. Im zweitgrößten Ort Älvkarleby betreibt eine Firma für Wasserenergie Forschung.

## Wappen
Beschreibung: In Blau ein silberner Wellenbalken mit einem goldbeflossten blauen Fisch.

## Sehenswürdigkeiten
Eine Sehenswürdigkeit ist der Älvkarleby-Wasserfall, der jedes Jahr mehrmals freigesetzt wird.

## Größere Orte
- Älvkarleby
- Gårdskär
- Marma
- Skutskär